# Mai diguis mai més
Mai diguis mai més (títol original en anglès Never Say Never Again) és una pel·lícula britànica d'Irvin Kershner, estrenada el 1983, el mateix any que Octopussy, un altre James Bond amb Roger Moore. És un nova versió d'un James Bond precedent: Operació Tro (1965). Està doblada al català.

## Argument
Sean Connery interpreta per última vegada al superagent del Servei Secret de la seva Majestat Britànica James Bond, però James Bond ha envellit. Els seus superiors creuen que s'ha de jubilar. Però quan la pau del món és amenaçada per una organització criminal, no tenen més remei que cridar-lo, i així quan la malvada organització Spectra roba dos caps atòmics nuclears, l'agent 007 es converteix en l'única esperança per salvar el món dels malvats terroristes nuclears.
James Bond té llicència per matar, però amb estil: amb pistoles automàtiques, sarbatanes, granades, garrots i assalts acrobàtics mà a mà. Però quan una noia ganxo li fa lliscar un ganivet entre les costelles, el seu cap decideix que cal enviar-lo a esmolar les seves armes.
Així doncs, James Bond arriba a un balneari d'aigües termals, on ha d'enfrontar-se amb Largo, un mestre del crim que, des d'un iot sumptuós, supervisa una gegantina operació criminal.

## Repartiment
- Sean Connery: James Bond
- Klaus Maria Brandauer: Maximilian Largo
- Max von Sydow: Ernst Stavro Blofeld
- Barbara Carrera: Fatima Blush
- Kim Basinger: Domino Petachi
- Bernie Casey: Felix Leiter
- Alec McCowen: Major Boothroyd "Q"
- Edward Fox: "M"
- Pamela Salem: Miss Moneypenny
- Rowan Atkinson: Nigel Small-Fawcett
- Saskia Cohen-Tanugi: Nicole
- Pat Roach: Comte Lippe
- Valerie Leon: Dona a les Bahames
- Prunella Gee: Patricia Hearing
- Billy J. Mitchell: Capità Pederson
- Van Laast: Kurt Anthony
- Jill Meager: Recepcionista
- Milos Kirek: Kovacs
- Michael Medwin: Doctor Chauchard

## Al voltant de la pel·lícula
- L'estrena d'aquesta pel·lícula va ser el resultat de la victòria del guionista Kevin McClory contra Fleming, amb qui havia escrit el guió que havia d'inaugurar la sèrie dels James Bond a la pantalla, James Bond, agent secret. Mai no va veure la llum, però Ian Fleming va reutilitzar la majoria dels elements de la història a la seva novel·la Operació Tro i després va vendre els drets de la sèrie als productors Harry Saltzman i Albert R. Broccoli, fundadors de EON Productions[2]
- Després de llargs anys de pledejar, Kevin McClory va ser no obstant reconegut com a "pare" d'SPECTRE (i del seu logotip), dels personatges d'Ernst Stavro Blofeld, Domino Smith, Fatima Blush i Fiona Volpe, així com de diferents situacions (la desviació d'una bomba nuclear, James Bond contra la Màfia siciliana, el iot protegint un submarí i motos submarines, les escenes a les Bahames...), la qual cosa va fer impossible la seva utilització per EON després de Diamants per a l'eternitat (1971).[3] Per als personatges de James Bond, M, Q, Miss Moneypenny, Felix Leiter així com l'Aston Martin DB5 i les escenes de casino, els drets van ser concedides a les dues parts, EON va guardar la utilització exclusiva del logotip, del tema musical, així com de tots els altres personatges i les situacions creades per Fleming. Never Say Never Again constitueix doncs una revenja tardana de McClory.
- La creació de la banda original de Never Say Never Again va ser finalment proposada a John Barry, que va declinar l'oferta, preferint treballar amb el Bond d'EON Produccions. És finalment Michel Legrand qui va compondre la música.
- En 1971, després de l'estrena de Diamants per a l'eternitat, Sean Connery havia declarat que no faria mai més de James Bond. Com diu el títol original Never say never again  (literalment: no diguis mai més mai més), va repensar la seva decisió el 1983 competint amb Octopussy i el James Bond oficial d'EON Produccions estrenat quatre mesos abans amb Roger Moore. Tanmateix, Octopussy va tenir un major èxit amb el públic.

## Nominacions
La pel·lícula va estar nominada al Globus d'Or a la millor actriu secundària, per Barbara Carrera.